# Virgilio González
Virgilio González Barbeitos (ur. 29 września 1941 w Ponteareas) – hiszpański lekkoatleta, sprinter i średniodystansowiec.
Zdobył srebrny medal w sztafecie 4 × 400 metrów oraz zajął 5. miejsce w biegu na 800 metrów na igrzyskach śródziemnomorskich w 1963 w Neapolu. Na kolejnych igrzyskach śródziemnomorskich w 1967 w Tunisie ponownie wywalczył srebrny medal w sztafecie 4 × 400 metrów, a także zdobył brązowy medal w biegu na 800 metrów.
Zdobył srebrny medal w sztafecie 3 × 1000 metrów na europejskich igrzyskach halowych w 1968 w Madrycie (sztafeta hiszpańska biegła w składzie: Alberto Esteban, Enrique Bondia i González).
Był mistrzem Hiszpanii w biegu na 400 metrów w 1960 i 1961 oraz w biegu na 800 metrów w 1967, a w hali mistrzem Hiszpanii w biegu na 800 metrów w 1968.